# Державний кордон Південно-Африканської Республіки

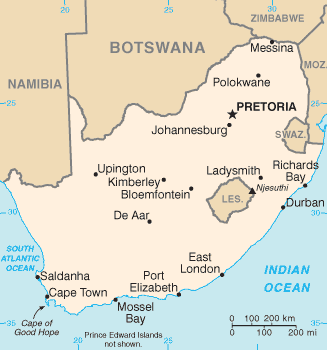
Карта Південно-Африканської Республіки

Державний кордон Південно-Африканської Республіки — державний кордон, лінія на поверхні Землі та вертикальна поверхня, що проходить по цій лінії, що визначають межі державного суверенітету Південно-Африканської Республіки над власними територією, водами, природними ресурсами в них і повітряним простором над ними.

## Сухопутний кордон
Загальна довжина кордону — 5244 км. Південно-Африканська Республіка межує з 6 державами. На території країни присутня країна-анклав — Лесото. Ексклавів Південно-Африканської Республіки не існує.
Ділянки державного кордону
| Держава  | Ділянка         | Довжина (км) | Прикордонні регіони | Примітки |
| -------- | --------------- | ------------ | ------------------- | -------- |
| Ботсвана | північ          | 1969         |                     |          |
| Лесото   | анклав          | 1106         |                     |          |
| Мозамбік | північний схід  | 496          |                     |          |
| Намібія  | північний захід | 1005         |                     |          |
| Есватіні | північний схід  | 438          |                     |          |
| Замбія   | північ          | 230          |                     |          |

## Морські кордони
Південно-Африканська Республіка на заході омивається водами Атлантичного, на сході — Індійського, на півдні — Південного океанів. Загальна довжина морського узбережжя 2798 км. Згідно з Конвенцією Організації Об'єднаних Націй з морського права (UNCLOS) 1982 року, протяжність територіальних вод країни встановлено в 12 морських миль (22,2 км). Прилегла зона, що примикає до територіальних вод, в якій держава може здійснювати контроль необхідний для запобігання порушень митних, фіскальних, імміграційних або санітарних законів простягається на 24 морські милі (44,4 км) від узбережжя (стаття 33). Виключна економічна зона встановлена на відстань 200 морських миль (370,4 км) від узбережжя. Континентальний шельф — 200 морських миль (370,4 км) від узбережжя.